# Diocesi di Siniti
La diocesi di Siniti (in latino Dioecesis Sinitensis) è una sede soppressa e sede titolare della Chiesa cattolica.

## Storia
Siniti, nei pressi di Annaba nell'odierna Algeria, è un'antica sede episcopale della provincia romana di Numidia.
Sono quattro i vescovi documentati di questa diocesi africana. Il donatista Massimino fu invitato nel 392 da sant'Agostino di Ippona, allora semplice prete, ad una conferenza e ad un confronto di carattere dogmatico tra cattolici e donatisti; in una delle sue lettere, posteriore al 22 agosto 408, il santo riferisce che Massimino si è convertito al cattolicesimo e il suo episcopato è minacciato dai donatisti; questa conversione à posteriore al 406. Dovette morire prima del 411, perché alla conferenza di Cartagine di quell'anno, che vide riuniti assieme i vescovi cattolici e donatisti dell'Africa romana, era presente il donatista Cresconio, ma senza competitore cattolico.
Il vescovo cattolico Lucillo è menzionato da sant'Agostino nel suo De civitate Dei; secondo la testimonianza del santo di Ippona, Lucillo fu guarito da una malattia portando in processione il reliquiario di santo Stefano, santo venerato a Siniti, dove esisteva una sua memoria. Vista la rarità del nome, è probabile che questo vescovo sia da identificare con il vescovo Lucillo, indicato senza la sede di appartenenza nelle sottoscrizioni del concilio antipelagiano celebrato a Milevi nel 416.
Ultimo vescovo noto di Siniti è Stefano, il cui nome figura al 67º posto nella lista dei vescovi della Numidia convocati a Cartagine dal re vandalo Unerico nel 484; Stefano, come tutti gli altri vescovi cattolici africani, fu condannato all'esilio.
Dal XVIII secolo Siniti è annoverata tra le sedi vescovili titolari della Chiesa cattolica; dal 22 novembre 2014 il vescovo titolare è Henryk Wejman, vescovo ausiliare di Stettino-Kamień.

## Cronotassi

### Vescovi
- Massimino † (prima del 392 - dopo il 408)
  - Cresconio † (menzionato nel 411) (vescovo donatista)
- Lucillo † (prima del 416 ? - prima del 426)
- Stefano † (menzionato nel 484)

### Vescovi titolari
- James Grant † (21 febbraio 1755 - 3 dicembre 1778 deceduto)
- Giacomo Luigi Fontana, M.E.P. † (9 maggio 1817 - 11 luglio 1838 deceduto)
  - Pierre-Antoine Papin, M.E.P. † (1838[7] - ? dimesso)[8] (vescovo eletto)
- Eugène-Jean-Claude-Joseph Desflèches, M.E.P. † (18 dicembre 1840 - 20 febbraio 1883 nominato arcivescovo titolare di Claudiopoli di Onoriade)
- Bernardo Caetani d'Aragona, O.S.B. † (9 agosto 1883 - 25 aprile 1889 succeduto vescovo di San Severo)
- Philippe-Prosper Augouard, C.S.Sp. † (14 ottobre 1890 - 30 novembre 1915 nominato arcivescovo titolare di Cassiope)
- Luis Mena Arroyo † (1º settembre 1964 - 3 marzo 2009 deceduto)
- Leslie Rogers Tomlinson (5 maggio 2009 - 3 febbraio 2012 nominato vescovo di Sandhurst)
- Jan Piotrowski (14 dicembre 2013 - 11 ottobre 2014 nominato vescovo di Kielce)
- Henryk Wejman, dal 22 novembre 2014